# سیارک ۱۰۰۳۶
سیارک ۱۰۰۳۶ (به انگلیسی: 10036 McGaha، نامگذاری:1982OF) ده هزار و سی و ششمین سیارک کشف شده‌است که در ۲۴ ژوئیه ۱۹۸۲ کشف شد.
قدر مطلق سیارک برابر ۱۳٫۷۰ است.